# Henrik Mortensen
Henrik Mortensen (Odder, 12 februari 1968) is een oud-voetballer uit Denemarken.
Mortensen was een Deens aanvaller die bij de jeugd van Aarhus GF begon te voetballen. In 1984 maakte hij bij die club zijn debuut in het A-elftal. Mortensen bleef maar tot 1985 bij de Deense club want het Amsterdamse Ajax en het Brusselse RSC Anderlecht hadden belangstelling. Anderlecht bood hem een contract aan.
Mortensen speelde in zijn eerste seizoen nauwelijks, maar werd wel meteen landskampioen met RSC Anderlecht. Dat deden ze in 1987 zelfs nog eens over en in 1988 won hij met Anderlecht de Beker van België. Maar veel redenen om te vieren, had Mortensen niet. De aanvaller speelde nauwelijks bij Anderlecht en dus trok hij in 1988 terug naar Aarhus GF.
Na twee seizoenen in zijn geboorteland vertrok de Deen terug naar het buitenland, ditmaal was zijn bestemming Engeland. Daar kon Mortensen terecht bij Norwich City, waar hij twee seizoenen verbleef.
In 1992 keerde hij voor de tweede keer terug naar Denemarken waar hij terug bij Aarhus GF begon te voetballen. Mortensen speelde nog tot 1999 voor Aarhus GF en won in 1996 de Deense Beker.